# الدوري الهندوراسي الدرجة الأولى لكرة القدم 1983–84
الدوري الهندوراسي الدرجة الأولى لكرة القدم 1983–84 هو موسم من الدوري الهندوراسي الدرجة الأولى لكرة القدم. فاز فيه نادي بيدا.